# Primäres Ideal
In der kommutativen Algebra ist ein primäres Ideal oder Primärideal eine Verallgemeinerung einer Primzahlpotenz, genau wie ein Primideal eine Verallgemeinerung einer Primzahl ist. Primäre Ideale spielen eine wichtige Rolle in der Primärzerlegung von Moduln.
Dieser Artikel beschäftigt sich mit kommutativer Algebra. Insbesondere sind alle betrachteten Ringe kommutativ und haben ein Einselement. Für weitere Details siehe Kommutative Algebra.

## Definitionen

### Primärer Modul
Ein Untermodul {\displaystyle U} eines Moduls {\displaystyle M} über einem Ring {\displaystyle R} ist ein primärer Untermodul, wenn {\textstyle M/U} nur ein assoziiertes Primideal besitzt. Das ist äquivalent damit, dass für alle {\displaystyle r\in R} die Abbildung:
{\displaystyle h_{r}\colon M/U\to M/U}
{\displaystyle h_{r}\colon m\mapsto r*m}
entweder injektiv oder nilpotent ist.
Ist {\displaystyle p} das assoziierte Primideal, so wird {\displaystyle U} auch als {\displaystyle p}-primärer Untermodul bezeichnet.

### Primäres Ideal
Ein Ideal {\displaystyle p} eines Ringes {\displaystyle R} ist ein primäres Ideal, wenn es als Untermodul von {\displaystyle R} ein primärer Untermodul ist. Das ist äquivalent dazu, dass jeder Nullteiler von {\displaystyle R/p} nilpotent ist.
Durch Elemente aus {\displaystyle R} ausgedrückt bedeutet das: Ein Ideal {\displaystyle p\subset R} is primär, wenn {\displaystyle \forall r,s\in R:(rs\in p\rightarrow r\in p{\text{ oder }}\exists m>0:s^{m}\in p)}.

## Eigenschaften
Ist {\displaystyle M} ein {\displaystyle R}-Modul, so gilt:
- Jedes Primideal ist ein primäres Ideal.
- Wenn ein Ideal {\displaystyle q\ p}-primär ist, dann gibt es ein {\displaystyle n}, sodass {\displaystyle p^{n}\subset q\subset p} ist.
- Die Umkehrung des letzten Satzes ist falsch. Ist aber {\displaystyle m} ein maximales Ideal eines noetherschen Ringes, so ist ein Ideal {\displaystyle q} genau dann {\displaystyle m}-primär, wenn es ein {\displaystyle n} gibt, sodass {\displaystyle m^{n}\subset q\subset m} ist.
- Wenn {\displaystyle R}  noethersch ist, so ist der Durchschnitt endlich vieler {\displaystyle p}-primärer Untermoduln von {\displaystyle M} {\displaystyle p}-primär.
- Wenn {\displaystyle R} noethersch ist und {\displaystyle Q} ein irreduzibler echter Untermodul von {\displaystyle R} ist, dann ist {\displaystyle Q} primär.